# سن خوان ایرلاینز
سن خوان ایرلاینز (به انگلیسی: San Juan Airlines) یک شرکت هواپیمایی است که در تاریخ ۱۹۵۰ میلادی تأسیس شده است. دفتر مرکزی سن خوان ایرلاینز در بلینگهام، واشینگتن، ایالت واشینگتن واقع شده‌است و قطب این شرکت هواپیمایی در فرودگاه بین‌المللی بلینگهم قرار دارد.